# ساق أرضية

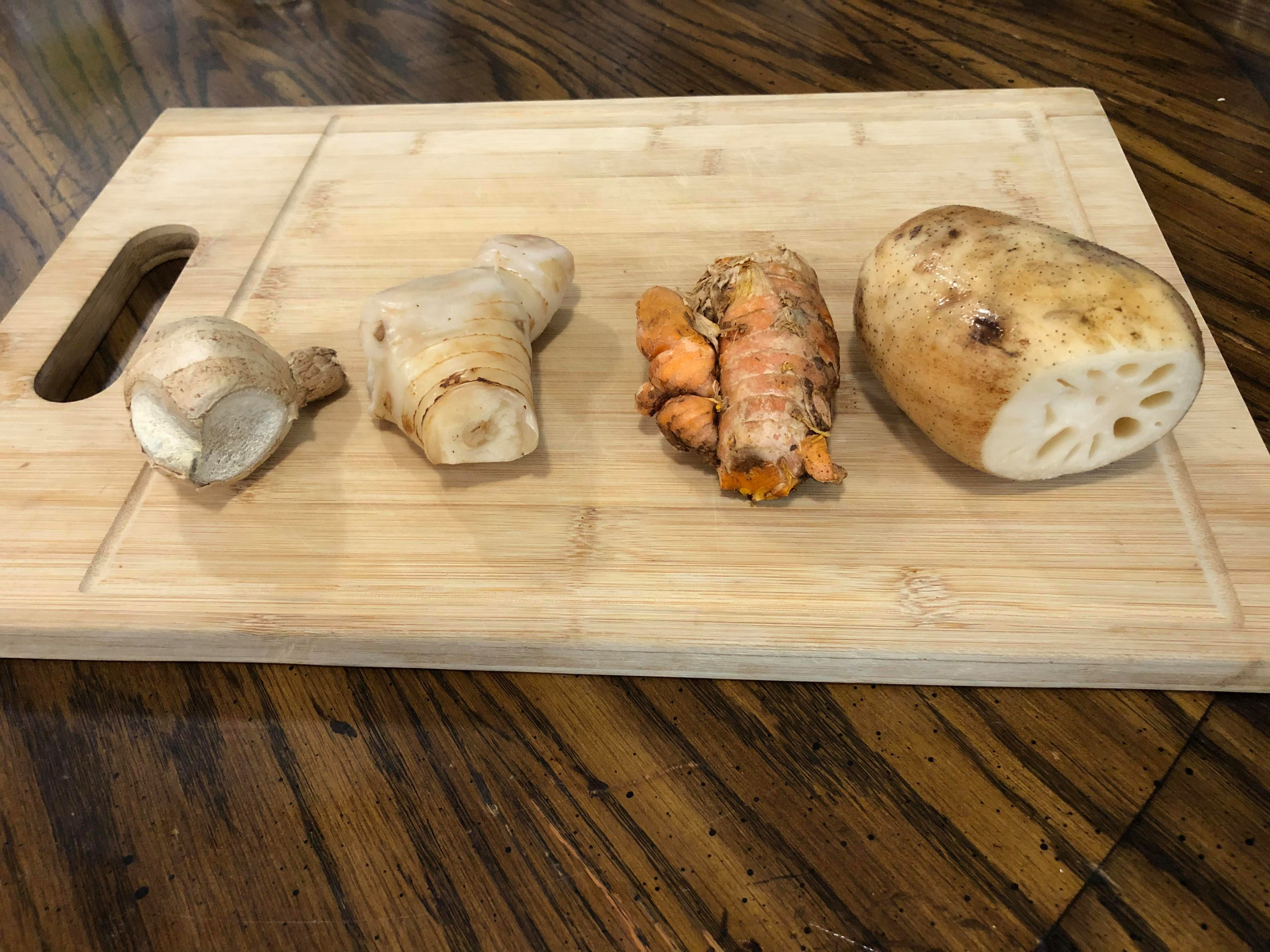
جذور الطهي على لوح التقطيع الخشبي. من اليسار إلى اليمين: الزنجبيل، الخولنجان، الكركم، وجذر اللوتس.

السَّاق الأرضية هي أجزاء نباتية معدلة مشتقة من الأنسجة الجذعية ولكنها موجودة تحت سطح التربة. تعمل أنسجة تخزين للأغذية والمغذيات، وفي تكاثر الحيوانات المستنسخة الجديدة، وفي المعمرة (البقاء على قيد الحياة من موسم نمو إلى آخر). أنواعها البصلة والجعثن والجذمور والرئد والدرنة.